# Pusiola cinerella
Pusiola cinerella là một loài bướm đêm thuộc phân họ Arctiinae, họ Erebidae.